# 丹尼士Loline巴士

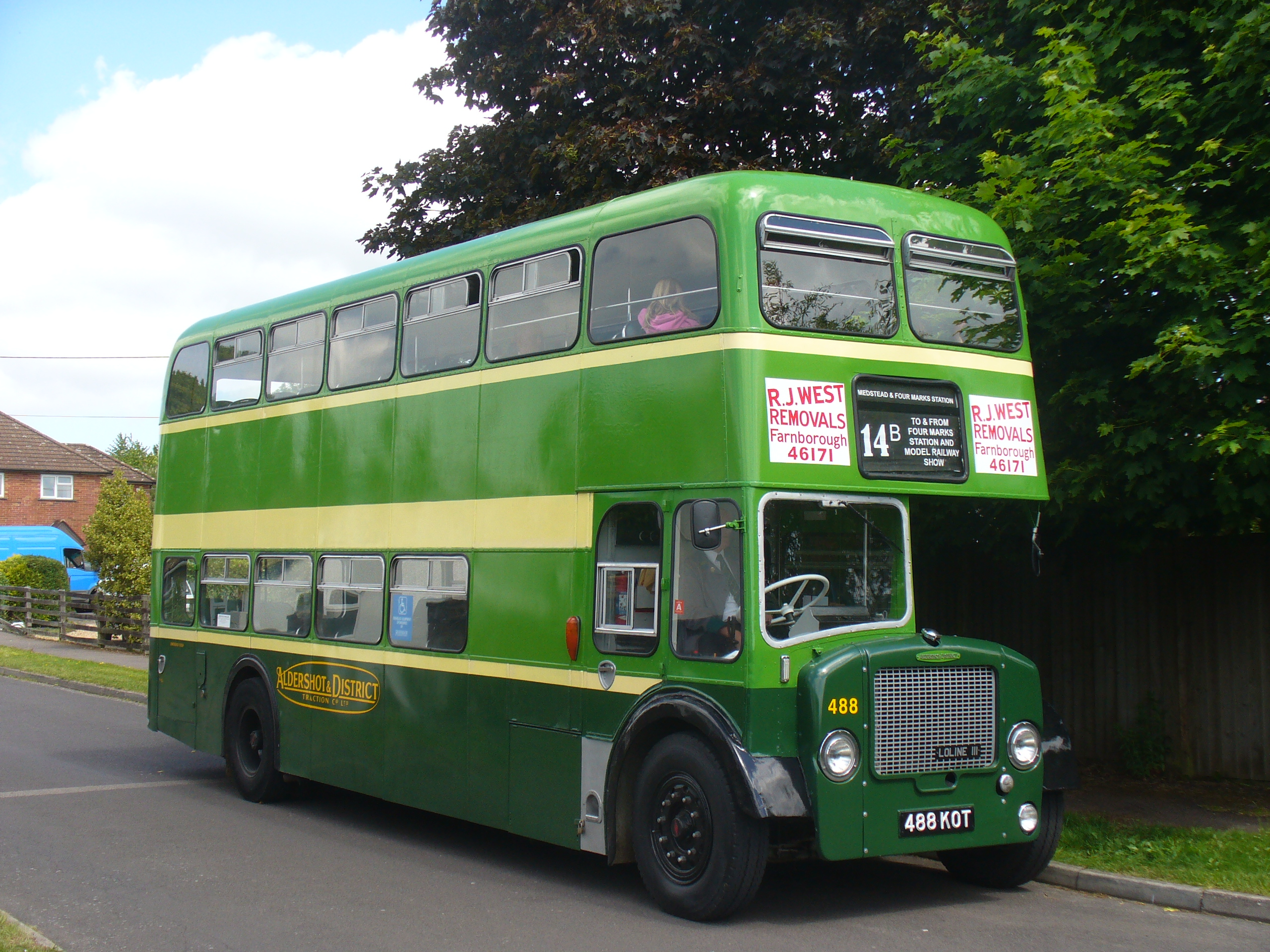
丹尼士Loline巴士

丹尼士Loline（Dennis Loline）是一款由英國丹尼士車廠出的前置引擎矮身雙層巴士。

## 歷史
Loline底盤設計是源自Bristol Lodekka，於1956年由Bristol Commercial Vehicles授權丹尼士生產。Loline最初只有尾門版，1958年推出前門版（是為Loline二型，Dennis Loline II），1960年推出平坦下層車廂地台版本（是為Loline三型，Dennis Loline III）。
丹尼士Loline在英國售予市營或私營巴士公司，其中購入最多丹尼士Loline的公司是Aldershot and District Traction。
最後一批丹尼士Loline於1967年在英國投入服務。其後，因為英國政府需要推行一人控制巴士政策，為了吸引巴士公司購買適合一人控制的巴士，政府向購買新型巴士的公司提供半價津貼，巴士公司得到政府的津貼後有感於比傳統巴士還要便宜，而且可以得到新型號的巴士使用，都紛紛偏向購買後置引擎巴士。丹尼士在沒有提供後置引擎巴士的情況下，唯有停止巴士生產業務，直到1977年推出統治者為止。

### 香港
香港的中華巴士於1960年代初決定引入雙層巴士後，購入兩部丹尼士Loline巴士，但最終只有一部配Northern Counties車身的Loline三型於1962年到港，巴士於1963年1月22日投入服務，成為香港島第一部雙層巴士以及香港第一部無梯級登車設計的巴士。
該輛雙層巴士使用吉拿（Gardner）LW引擎，窗框以鋁質製造，全車設有74個座位及10個下層企位。然而，巴士抵港之後因中巴的工程人員未能解決該巴士車軸產生的奇怪噪音問題，而一度長期未有投入服務。直至1963年1月，該巴士投入服務，車隊編號定為LW1，並行走當時來往筲箕灣及急庇利街的中巴2號線。中巴在試驗雙層巴士行走成功後，遂大量購入雙層巴士。中巴原定打算引入同款巴士，然而最終因第二輛丹尼士Loline巴士的訂單被取消，隨後的巴士訂單亦改為佳牌阿拉伯四型及佳牌阿拉伯五型。
LW1是中巴首批於1974年開始更改為「一人控制」的巴士之一。
在1975年，LW1被調往南區作為後備用車，曾見於中巴78線及員工接送車，及後LW1於1978年退役。